# Hans Lufft
Hans Lufft ( 1495-1584) var en tysk bogtrykker som producerede Luther-bibelen. 
Det er uvist hvor Hans Lufft blev født eller hvad han havde foretaget sig indtil han trådte ind på den historiske scene som en af den nye universitetsbys Wittenbergs ledende bogtrykkere. Men man ved at hans trykkeri fra 1523 udgav en række af Martin Luthers kortere skrifter.
Den første udgave af Luthers fuldstændige bibeloversættelse, den såkaldte Lutherbibel, kom fra Hans Luffts bogtrykkeri i 1535. En udgave med guldilluminationer og farvet af Lucas Cranach. Trykkeriet havde da ganske travlt, for i tillæg til at holde trit med den store efterspørgsel efter denne bibeloversættelse som kom i en række oplag, stod han det samtidig for at betjene universitetet i Wittenbergs generelle bogtrykningsbehov. 
Hans Lufft trykkede i sine 40 år i alt over 100.000 eksemplarer af biblen såvel som næsten alle Luthers andre udgivelser.